# Lena Schöneborn
Lena Schöneborn, född den 11 april 1986 i Troisdorf, Västtyskland, är en tysk idrottare inom modern femkamp.
Hon tog OS-guld i damernas moderna femkamp i samband med de olympiska tävlingarna i modern femkamp 2008 i Peking.